# Godin (Bissiga)
Pour les articles homonymes, voir Godin.
Godin est un village du département et la commune rurale de Bissiga dans la province du Boulgou et la région du Centre-Est au Burkina Faso.